# The Hundred 2021
Die The Hundred 2021 war die erste Ausgabe des Cricketwettbewerbs The Hundred für Franchises in England und Wales im 100-Ball Cricket. Der Frauen- und Männer-Wettbewerb wurden dabei zusammen ausgetragen. Bei den Frauen setzten sich die Oval Invincibles mit 48 Runs gegen die Southern Brave durch. Bei den Männern gewannen die Southern Brave mit 32 Runs gegen die Birmingham Phoenix.

## Vorgeschichte
Das Turnier wurde erstmals im Jahr 2016 vom England and Wales Cricket Board vorgeschlagen. Es sollte ein auf wenige Städte, und nicht auf die 18 First-Class-Cpunties beschränkter Wettbewerb sein. Ursprünglich war die Austragung im Twenty20-Format geplant. Im April 2017 wurde die Einführung des Wettbewerbes beschlossen. Zunächst war ein Beginn im Jahr 2020 angedacht, musste jedoch auf Grund der COVID-19-Pandemie um ein Jahr verschoben werden. Das Format selbst wurde im November 2019 bestätigt. Dabei wird das Spiel in 10 Over je 10 Bälle aufgeteilt, wobei zwei Bowler in einem Over bowlen können. Damit ist ein Innings 20 Bälle kürzer als im Twenty20-Format, womit man eine Zeitreduzierung auf zweieinhalb Stunden erhofft. Weitere Regeln wurden angepasst, um einen schnelleren Spielverlauf zu ermöglichen.

## Teilnehmer
An der The Hundred 2021 nahmen acht Franchises teil:
| Team                   | Stadt       | Stadion                     |
| ---------------------- | ----------- | --------------------------- |
| Birmingham Phoenix     | Birmingham  | Edgbaston Cricket Ground    |
| London Spirit          | London      | Lord’s Cricket Ground       |
| Manchester Originals   | Manchester  | Old Trafford Cricket Ground |
| Northern Superchargers | Leeds       | Headingley Cricket Ground   |
| Oval Invincibles       | London      | The Oval                    |
| Southern Brave         | Southampton | Rose Bowl                   |
| Trent Rockets          | Nottingham  | Trent Bridge                |
| Welsh Fire             | Cardiff     | Sophia Gardens              |

## Ergebnisse

### Frauen

#### Ligaphase
Tabelle
| Teams                  | Sp. | S | N | NR | P  | NRR    |
| ---------------------- | --- | - | - | -- | -- | ------ |
| Southern Brave         | 8   | 7 | 1 | 0  | 14 | +1.056 |
| Oval Invincibles       | 8   | 4 | 3 | 1  | 9  | +0.015 |
| Birmingham Phoenix     | 8   | 4 | 4 | 0  | 8  | +1.056 |
| London Spirit          | 8   | 4 | 4 | 0  | 8  | +0.046 |
| Manchester Originals   | 8   | 3 | 4 | 1  | 7  | +0.016 |
| Northern Superchargers | 8   | 3 | 4 | 1  | 7  | –0.041 |
| Trent Rockets          | 8   | 3 | 4 | 1  | 7  | –0.293 |
| Welsh Fire             | 8   | 2 | 6 | 0  | 4  | –1.017 |

#### Playoffs
Eliminator
| 20. August Scorecard | London (Oval) | Oval Invincibles 114-7 (100 Bälle)   | – | Birmingham Phoenix 94 (94 Bälle) |
|                      |               | Oval Invincibles gewinnt mit 20 Runs |   |                                  |

 Finale
| 21. August Scorecard | London (Lord’s) | Oval Invincibles 121-6 (100 Bälle)   | – | Southern Brave 73 (98 Bälle) |
|                      |                 | Oval Invincibles gewinnt mit 48 Runs |   |                              |

### Männer

#### Ligaphase
Tabelle
| Teams                  | Sp. | S | N | NR | P  | NRR    |
| ---------------------- | --- | - | - | -- | -- | ------ |
| Birmingham Phoenix     | 8   | 6 | 2 | 0  | 12 | +1.087 |
| Southern Brave         | 8   | 5 | 2 | 1  | 11 | +0.034 |
| Trent Rockets          | 8   | 5 | 3 | 0  | 10 | +0.035 |
| Oval Invincibles       | 8   | 4 | 3 | 1  | 9  | +0.123 |
| Northern Superchargers | 8   | 3 | 4 | 1  | 7  | +0.510 |
| Manchester Originals   | 8   | 2 | 4 | 2  | 6  | –0.361 |
| Welsh Fire             | 8   | 3 | 5 | 0  | 6  | –0.827 |
| London Spirit          | 8   | 1 | 6 | 1  | 3  | –0.641 |

#### Playoffs
Eliminator
| 20. August Scorecard | London (Oval) | Trent Rockets 96 (91 Bälle)          | – | Southern Brave 97-3 (68 Bälle) |
|                      |               | Southern Brave gewinnt mit 7 Wickets |   |                                |

 Finale
| 21. August Scorecard | London (Lord’s) | Southern Brave 168-5 (100 Bälle)   | – | Birmingham Phoenix 136-5 (100 Bälle) |
|                      |                 | Southern Brave gewinnt mit 32 Runs |   |                                      |

## Statistiken
Die folgenden Cricketstatistiken wurden bei diesem Turnier erzielt.

### Frauen
| 100-Ball-Cricket       | 100-Ball-Cricket       | 100-Ball-Cricket | 100-Ball-Cricket | 100-Ball-Cricket | 100-Ball-Cricket | 100-Ball-Cricket | 100-Ball-Cricket | 100-Ball-Cricket |
| Batting                | Batting                | Batting          | Batting          | Batting          | Batting          | Batting          | Batting          | Batting          |
| Spieler                | Mannschaft             | Spiele           | Innings          | Runs             | Average          | HS               | 100s             | 50s              |
| ---------------------- | ---------------------- | ---------------- | ---------------- | ---------------- | ---------------- | ---------------- | ---------------- | ---------------- |
| Dane van Niekerk       | Oval Invincibles       | 10               | 9                | 259              | 43,16            | 67*              | 0                | 2                |
| Jemimah Rodrigues      | Northern Superchargers | 7                | 7                | 249              | 41,50            | 92*              | 0                | 3                |
| Sophia Dunkley         | Southern Brave         | 9                | 9                | 244              | 40,66            | 58*              | 0                | 2                |
| Eve Jones              | Birmingham Phoenix     | 9                | 9                | 233              | 29,12            | 64               | 0                | 2                |
| Hayley Matthews        | Welsh Fire             | 8                | 8                | 221              | 31,57            | 71*              | 0                | 1                |
| Bowling                |                        |                  |                  |                  |                  |                  |                  |                  |
| Spieler                | Mannschaft             | Spiele           | Overs            | Wickets          | Average          | BBI              | 5W               | 10W              |
| Tash Farrant           | Oval Invincibles       | 10               | 35.4             | 18               | 10,27            | 4/10             | 0                | 0                |
| Sammy-Jo Johnson       | Trent Rockets          | 8                | 26.4             | 15               | 10,26            | 4/15             | 0                | 0                |
| Kirstie Gordon         | Birmingham Phoenix     | 9                | 34.0             | 15               | 14,13            | 3/14             | 0                | 0                |
| Amanda-Jade Wellington | Southern Brave         | 9                | 35.0             | 14               | 11,50            | 4/12             | 0                | 0                |
| Kate Cross             | Manchester Originals   | 7                | 27.1             | 12               | 14,08            | 3/19             | 0                | 0                |
| Lauren Bell            | Southern Brave         | 9                | 33.0             | 12               | 15,91            | 3/22             | 0                | 0                |

### Männer
| 100-Ball-Cricket  | 100-Ball-Cricket       | 100-Ball-Cricket | 100-Ball-Cricket | 100-Ball-Cricket | 100-Ball-Cricket | 100-Ball-Cricket | 100-Ball-Cricket | 100-Ball-Cricket |
| Batting           | Batting                | Batting          | Batting          | Batting          | Batting          | Batting          | Batting          | Batting          |
| Spieler           | Mannschaft             | Spiele           | Innings          | Runs             | Average          | HS               | 100s             | 50s              |
| ----------------- | ---------------------- | ---------------- | ---------------- | ---------------- | ---------------- | ---------------- | ---------------- | ---------------- |
| Liam Livingstone  | Birmingham Phoenix     | 9                | 9                | 348              | 58,00            | 92*              | 0                | 3                |
| Ben Duckett       | Welsh Fire             | 8                | 8                | 232              | 29,00            | 65               | 0                | 2                |
| James Vince       | Southern Brave         | 10               | 9                | 229              | 28,62            | 60               | 0                | 2                |
| Moeen Ali         | Birmingham Phoenix     | 7                | 7                | 225              | 32,14            | 59               | 0                | 1                |
| Glenn Phillips    | Welsh Fire             | 8                | 8                | 214              | 35,66            | 80               | 0                | 2                |
| Dawid Malan       | Trent Rockets          | 9                | 9                | 214              | 26,75            | 62*              | 0                | 3                |
| Bowling           |                        |                  |                  |                  |                  |                  |                  |                  |
| Spieler           | Mannschaft             | Spiele           | Overs            | Wickets          | Average          | BBI              | 5W               | 10W              |
| Adam Milne        | Birmingham Phoenix     | 8                | 27.0             | 12               | 10,75            | 3/15             | 0                | 0                |
| Marchant de Lange | Trent Rockets          | 7                | 23.4             | 12               | 13,08            | 5/20             | 1                | 0                |
| Adil Rashid       | Northern Superchargers | 7                | 27.0             | 12               | 14,41            | 3/13             | 0                | 0                |
| Rashid Khan       | Trent Rockets          | 9                | 34.0             | 12               | 19,25            | 3/16             | 0                | 0                |
| Benny Howell      | Birmingham Phoenix     | 9                | 34.0             | 11               | 18,54            | 2/12             | 0                | 0                |
| Jake Lintott      | Southern Brave         | 9                | 33.0             | 11               | 19,00            | 3/14             | 0                | 0                |

## Wirtschaftliche Bilanz
Der England and Wales Cricket Board gab an, dass 510.000 Tickets für die Spiele verkauft worden seien und insgesamt 16,1 Millionen Zuschauer die Spiele im TV verfolgt hätten.